# Hopkinson Smith

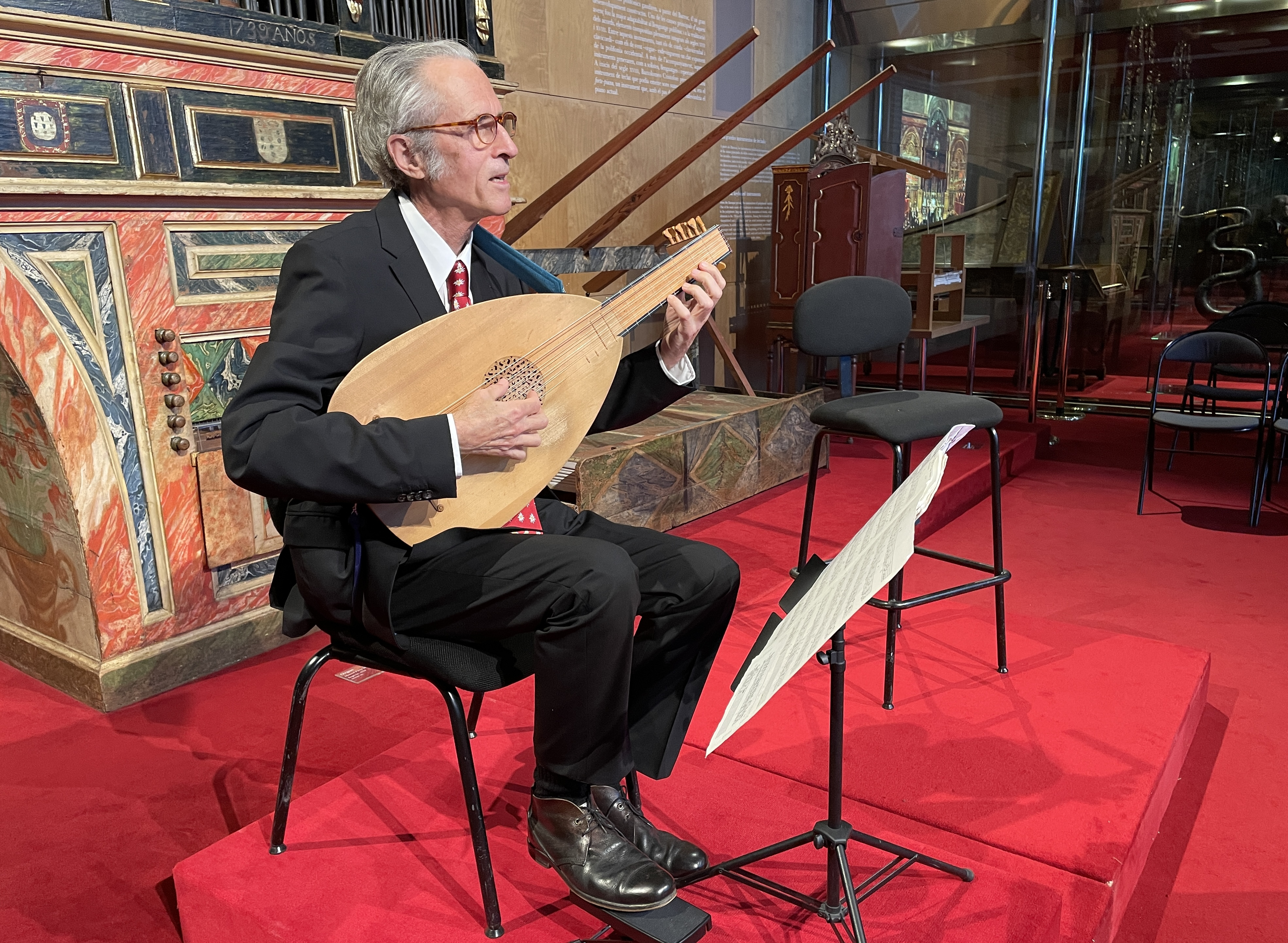
Hopkinson Smith, 2022

Hopkinson Smith (* 7. Dezember 1946 in New York City) ist ein US-amerikanischer Lautenist, Spezialist für Alte Musik und Musikpädagoge. Smith wirkte über lange Zeit als Dozent an der Schola Cantorum Basiliensis. Er lebt seit vielen Jahren in Basel.

## Leben und Werk
Hopkinson Smith studierte an der Harvard University. Ab 1972 absolvierte er Spezialstudien in Alter Musik und Ästhetik bei dem katalanischen Gitarristen Emili Pujol, dem deutsch-schweizerischen Lautenisten Eugen M. Dombois und dem englischen Countertenor Alfred Deller.
Im Anschluss an seine Studien trat Smith in Europa und Nordamerika mit verschiedenen Ensembles als Solist auf. Mitte der 1970er Jahre war er in die Gründung der Gruppe Hespèrion XX involviert. Dies führte zu einer über 10-jährigen Zusammenarbeit mit Jordi Savall.
Smith wirkte an mehr als 30 Tonträgereinspielungen im Bereich der Alten Musik mit. Seine Aufnahme von Johann Sebastian Bachs Sonaten und Partiten für Solovioline und Barocklaute aus dem Jahr 2000 wurden vom Magazin Gramophone als „wohl die beste Aufnahme, die man von diesen Werken erwerben kann - egal auf welchem Instrument interpretiert“ qualifiziert.
Seit 1976 unterrichtete Hopkinson Smith an der Schola Cantorum Basiliensis Laute, Basso Continuo, Improvisation und Interpretation. Zu seinen Schülern gehörten Rolf Lislevand, Miguel Yisrael, Edin Karamazov, Luciano Contini, Andreas Martin, Yasunori Imamura, Rafael Bonavita und Peter Croton.